# Herb Złotowa
Herb Złotowa – jeden z symboli miasta Złotów w postaci herbu.

## Wygląd i symbolika
Herb przedstawia w polu błękitnym kroczącego jelenia koloru kasztanowo-czerwonego o złotym porożu, na murawie zielonej pomiędzy dwoma drzewami: po  prawej (heraldycznie) liściastym, natomiast po lewej – iglastym.
Herb stanowi aluzję do obfitości zwierzyny w okolicznych lasach.

## Historia
Wizerunek herbowy ze złotym lub barwy naturalnej jeleniem na tle lasu znany jest od XV wieku. 27 lutego 2003 roku zmieniono barwę jelenia na kasztanowo-czerwoną i pozostawiono dwa drzewa.

## Kontrowersje
Herb Złotowa nie spełnia heraldycznej zasady alternacji a opis w uchwale rady gminy niezgodny jest z zasadami blazonowania (opisu heraldycznego). Braki te nie stanowią jednak przeszkody w uznaniu go za ogólnie zgodny z regułami heraldyki miejskiej, gdyż nie jest to zasada ściśle przestrzegana.